# Système Four Thirds
Ne doit pas être confondu avec Format 4/3.

Logo du système Four Thirds

Le système Four Thirds ou quatre tiers est un standard créé par Olympus et Kodak pour la conception et le développement d'appareils photographiques reflex numériques (DSLR en anglais) et d'appareils sans miroir.
Le système fournit un standard qui, avec les appareils photo numériques et les objectifs interchangeables disponibles chez plusieurs fabricants, permet l'échange d'objectifs et de boîtiers de fabricants différents. Le (en) Brevet U.S. 6910814 semble couvrir ce standard. Ses promoteurs le décrivent comme un standard ouvert, mais les entreprises peuvent l'utiliser seulement avec un accord de non-divulgation.
La norme définit, entre autres, les dimensions du capteur, la monture d'objectif, y compris le protocole de communication, le cercle d'image et le tirage mécanique (38,85 mm), mais aussi les exigences optiques telles que l'angle maximal d'incidence des rayons lumineux frappant le capteur.
Contrairement aux anciens systèmes reflex mono-objectif (SLR), le système Four Thirds a été conçu dès l'origine pour être entièrement numérique. La conception de beaucoup d'objectifs est fortement informatisée, au point qu'Olympus propose des mise-à-jour firmware pour beaucoup d'entre eux. La conception des objectifs a été adaptée aux exigences des capteurs d'image, principalement au travers de conceptions télécentriques. La taille du capteur est significativement plus petite que celle de la plupart des reflex numériques et cela a pour conséquence que les objectifs, en particulier les téléobjectifs, peuvent être plus petits. Par exemple, un objectif Four Thirds de distance focale 300 mm couvrira le même angle de champ qu'un objectif de distance focale 600 mm au format 35 mm, et est proportionnellement plus compact. En conséquence, le système Four Thirds a un facteur de recadrage (en) (multiplicateur de distance focale) d'environ 2, et tandis que cela permet une plus grande longueur focale pour un plus fort grandissement, cela ne facilite pas nécessairement la fabrication d'objectifs grand angle.
Le format du capteur d'image, compris entre celui des gros reflex et des petits appareils compacts numériques, offre des niveaux intermédiaires de coût, de performance et de praticité.
La production des derniers appareils Four Thirds a été arrêtée en 2017 au profit du système Micro Four Thirds, disponible depuis 2008 avec la même taille de capteur mais une géométrie d'objectif différente.

## Origine du nom
Le système est nommé d’après la dimension extérieure du capteur (et non sa diagonale d’image effective), définie selon la méthode traditionnelle de mesure de la taille nominale des capteurs d'image par la taille du tube de caméra, exprimée comme le diamètre du tube correspondant en pouces.
Dans le cas d'un capteur d'image quatre tiers (de pouce), la taille de l’image correspond à la taille de l’image qui peut être affichée sur la surface sensible à la lumière d'un tube de caméra d’un diamètre extérieur de quatre tiers de pouce. En règle générale, la diagonale de la surface de capteur utilisable de ces tubes était d'environ les deux tiers du diamètre extérieur, ce qui explique la diagonale du capteur d’un peu moins de 22 millimètres. Le nom Four Thirds n'a donc rien à voir avec le format 4/3.

## Taille du capteur
La diagonale des capteurs d'image Four Thirds est standardisée (dans le système Micro Four Thirds, elle a été reprise sans modification). Avec 21,633 mm, c’est exactement la moitié de la diagonale du format 24 × 36 (43,267 mm), ce qui correspond à un facteur de recadrage de 2,0. Les objectifs dont la distance focale est comprise entre 20 et 25 mm sont donc des objectifs standards pour ce format.
La plupart des appareils photo sont équipés d'un capteur au format 4:3 d'une dimension effective de 17,31 × 12,98 mm (surface 224,64 mm2). Cependant, la norme ne spécifie que la diagonale du capteur, de sorte qu'il serait possible d'avoir des appareils Four Thirds utilisant le format d'image standard 3:2.
Les nouveaux modèles Panasonic Micro Four Thirds offrent même des prises de vue à plusieurs formats d’image tout en conservant la même diagonale d’image. Par exemple, les Panasonic Lumix DMC-GH1 (en) et DMC-GH2 sont dotés d’un capteur multi-ratio surdimensionné mesurant 18,89 mm × 14,48 mm et permettant de conserver la même diagonale d'image.
| Format | Pixel         | MP    | Largeur × Hauteur |
| ------ | ------------- | ----- | ----------------- |
| 4:3    | 4 608 × 3 456 | 15,92 | 17,31 × 12,98 mm  |
| 3:2    | 4 752 × 3 168 | 15,05 | 17,85 × 11,90 mm  |
| 16:9   | 4 976 × 2 800 | 13,93 | 18,69 × 10,52 mm  |

## Avantages et inconvénients

### Avantages

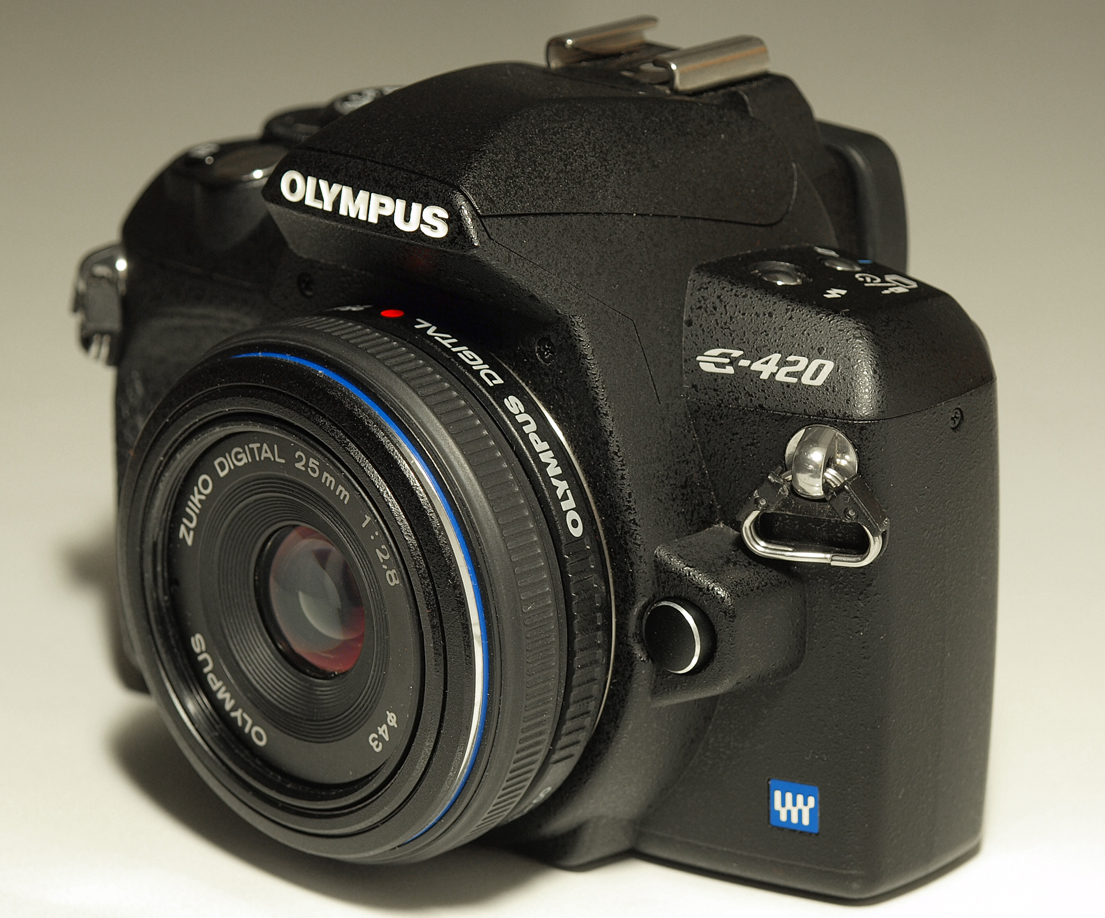
Un appareil photo Olympus E-420, vendu avec un objectif « pancake » de 25 mm très fin. La série E-4XX a été annoncée comme le plus petit vrai reflex numérique au monde

- La taille plus petite du capteur permet d’obtenir des boîtiers et des objectifs plus petits et plus légers. En particulier, le système Four Thirds permet le développement d’objectifs compacts à grande ouverture. Les objectifs correspondants sont plus grands, plus lourds et plus chers lorsqu'ils sont conçus pour des formats de capteur plus grands.
- Le chemin optique télécentrique signifie que la lumière frappant le capteur se déplace plus près de la perpendiculaire au capteur, ce qui se traduit par des angles plus lumineux et une meilleure résolution en dehors du centre, en particulier sur les objectifs grand angle.
- Étant donné que le tirage mécanique est nettement plus faible que celui des appareils reflex Canon FD, Canon EF, Nikon F et Pentax K, les objectifs de nombreux autres types de reflex, y compris celui de l'ancien système Olympus OM, peuvent être montés sur les appareils photo Four Thirds avec de simples bagues d'adaptation mécaniques. Ces bagues d'adaptation mécaniques nécessitent généralement un réglage manuel de la mise au point et de l’ouverture[5].

### Inconvénients
- Par rapport à un capteur plus grand avec un nombre de pixels équivalent, un capteur Four Thirds recueille proportionnellement moins de lumière par pixel. Non seulement les photosites individuels sont plus petits, mais chacun perd plus de sa surface totale pour prendre en charge les circuits et l’ombrage des bords qu’un photosite plus grand. Avec moins de lumière capturée avec laquelle travailler, chaque photosite nécessite une amplification supplémentaire, avec un bruit plus élevé associé ainsi qu’une gamme dynamique réduite. Une conception d’objectif télécentrique peut atténuer ce problème, mais le capteur reste plus sensible à l'angle de la lumière entrante et a une atténuation plus prononcée de la lumière dans les coins de l’image.
- La résolution d’un capteur est souvent mesurée comme le nombre total de pixels du capteur en mégapixels, et c’est souvent un facteur de décision principal dans le choix d'un appareil photo. Les capteurs plus petits sont plus difficiles à fabriquer avec le même nombre de pixels que les capteurs plus grands et imposent une plus grande exigence à l’optique, car un objectif doit atteindre un pouvoir de résolution absolu plus élevé pour produire une image adéquate sur un capteur plus petit, par rapport à un capteur plus grand ayant le même nombre de pixels. Une zone active de pixels plus petite réduit l'effet de moyenne et permet un meilleur échantillonnage des hautes fréquences spatiales, atténuant ainsi ce problème[6].
- Pour obtenir le même angle de champ qu'avec un capteur plus grand, la distance focale de l’objectif utilisé avec un capteur Four Thirds doit être plus courte. Cependant, pour obtenir la même profondeur de champ et la même capacité de collecte de lumière qu’avec un capteur plus grand, l’ouverture de l’objectif doit être maintenue constante. En d’autres termes, le rapport focal de l’objectif doit être plus petit sur le système Four Thirds pour donner la même profondeur de champ[7] et le même bruit d’image. Étant donné qu’il est plus difficile de produire des objectifs plus rapides (objectifs avec des rapports focaux plus petits), il peut être difficile, voire impossible, de trouver un objectif qui produit une profondeur de champ aussi faible et recueille autant de lumière qu’un objectif équivalent sur des formats plus grands. Par exemple, un reflex numérique « plein format » de 35 mm peut égaler la profondeur de champ d’un appareil photo Four Thirds en réduisant l’ouverture de deux diaphragmes ; mais il peut être plus difficile, voire impossible, pour un système Four Thirds d’égaler la faible profondeur de champ d’un appareil photo 35 mm utilisant un objectif rapide.

## Appareils photo du système Four Thirds
La majorité des appareils photo et des objectifs du système Four Thirds ont été fabriqués par Olympus. De nombreux appareils photo Four Thirds utilisent une stabilisation d’image intégrée au boîtier par « déplacement du capteur », ce qui rend inutile le besoin d’une technologie de stabilisation d’image dans les objectifs. Toutes les appareils Four Thirds intègrent également un dispositif de nettoyage automatique du capteur, dans lequel un filtre en verre mince situé devant le capteur vibre à 30 kHz, provoquant la chute de la poussière et l’adhérence à un morceau de matériau collant en dessous. Les boîtiers du système E d’Olympus sont réputés pour posséder un large éventail de fonctionnalités et de personnalisation au niveau du micrologiciel, un bon codec JPEG et avoir une taille compacte. En raison du format plus petit des appareils Four Thirds, les viseurs ont tendance à être plus petits que sur les appareils photo comparables,.
La fabrication des appareils photo Four Thirds a pris fin en 2017 après l'introduction du système Micro Four Thirds pour appareils hybrides. Les modèles fabriqués sont les suivants :
- Leica Digilux 3 (2006)
- Olympus E-1 (2003)
- Olympus E-3 (en) (2007)
- Olympus E-5 (en) (2010)
- Olympus E-30 (en) (2008)
- Olympus E-300 (en) (2004)
- Olympus E-330 (en) (2006)
- Olympus E-400 (en) (2006)
- Olympus E-410 (en) (2007)
- Olympus E-420 (en) (2008)
- Olympus E-450 (en) (2009)
- Olympus E-500 (en) (2005)
- Olympus E-510 (en) (2007)
- Olympus E-520 (en) (2008)
- Olympus E-600 (2009)
- Olympus E-620 (en) (2009)
- Panasonic Lumix DMC-L1 (en) (2006)
- Panasonic Lumix DMC-L10 (en) (2007)

## Objectifs du système Four Thirds

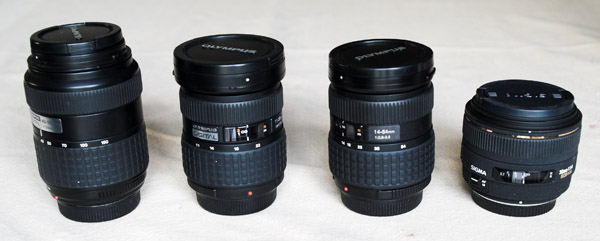
Quatre objectifs pour le système Four Thirds. De gauche à droite, trois zooms Olympus (40–150mm, 11–22mm et 14–54mm) et une focale fixe Sigma (30mm).

La monture d'objectif Four Thirds est spécifiée être de type baïonnette avec un tirage mécanique de 38,67 mm.
41 objectifs furent fabriqués pour le système Four Thirds, dont deux qui ont été modifiés et remis sur le marché autour de 2009 avec des mécanismes améliorés mais avec une optique identique,.
Avant d'annoncer qu'il arrêterait la production d'objectifs Four Thirds début 2017, Olympus avait produit 24 objectifs pour le système Four Thirds sous sa marque "Zuiko Digital". Ils sont divisés en trois grades (niveau de qualité) : Standard, High Grade et Super High Grade. Les objectifs "High Grade" ont des ouvertures maximales plus élevées, mais sont significativement plus coûteux et plus gros, et les zooms "Super High Grade" ont une ouverture maximale constante sur toute la plage du zoom ; tous sauf ceux du grade Standard sont tropicalisés. Les objectifs de chaque grade couvrent la plage allant du grand angle au super-téléobjectif,. Les objectifs Zuiko Digital sont appréciés pour leur bonne qualité optique. Le tableau ci-dessous liste tous les objectifs Zuiko Digital disponibles lorsque Olympus a cessé la production du système Four Thirds.
|                  | Grand angle     | Standard                             | Téléobjectif         | Super téléobjectif     | Usage spécial                             |
| ---------------- | --------------- | ------------------------------------ | -------------------- | ---------------------- | ----------------------------------------- |
| Standard         | 9–18 f/4–5.6    | 14–42 f/3.5–5.6 25 f/2.8 "pancake"   | 40–150 f/4–5.6       | 70–300 f/4–5.6 macro   | 35 f/3.5 macro 18–180 f/3.5-6.3 superzoom |
| High Grade       | 11–22 f/2.8–3.5 | 12–60 f/2.8–4 SWD 14–54 f/2.8–3.5 II | 50–200 f/2.8–3.5 SWD | 50–200 f/2.8–3.5 SWD   | 50 f/2 macro 8 f/3.5 fisheye              |
| Super High Grade | 7–14 f/4        | 14–35 f/2                            | 35–100 f/2 150 f/2   | 90–250 f/2.8 300 f/2.8 |                                           |

Olympus a également produit des multiplicateurs de focale 1.4× et 2× et une bague-allonge à couplage électronique.
Sigma a adapté 13 objectifs pour le système Four Thirds, allant de 10 mm à 800 mm, dont plusieurs dont il n'existe pas d'équivalent : les focales fixes ouvertes (30 mm f/1.4 et 50 mm f/|1.4) et un téléobjectif extrême (300–800 mm f/5.6). En 2014, la fabrication des objectifs Sigma pour le système Four Thirds System a cessé.
Leica a conçu quatre objectifs pour le système Four Thirds : des zooms normaux ouvert et lent et un super-zoom 14–150 mm, tous équipés du système de stabilisation d'image de Panasonic, et un objectif à focale fixe non stabilisé 25mm f/1.4. Ils étaient fabriqués et vendus par Panasonic.
Une liste officielle des objectifs disponibles peut être trouvé sur le site web "Four-Thirds.org".
Comme pour le système lui-même, la gamme d'objectifs a été discrètement arrêtée en faveur du système Micro Four Thirds.